# Palaeospiroplectammininae
Palaeospiroplectammininae es una subfamilia de foraminíferos bentónicos de la Familia Palaeospiroplectamminidae, de la Superfamilia Tournayelloidea y del Orden Fusulinida. Su rango cronoestratigráfico abarca desde el Fameniense (Devónico superior) hasta el Viseense (Carbonífero inferior).

## Clasificación
Palaeospiroplectammininae incluye a los siguientes géneros:
- Eotextularia †
- Halenia †
- Palaeospiroplectammina †
- Rectochernyshinella †

Otro género considerado en Palaeospiroplectammininae es:
- Spiroplectamminoides †, aceptado como Palaeospiroplectammina